# Zeca (futebolista)
José Luiz Ferreira Rodrigues, mais conhecido como Zeca (Porto Alegre, 6 de julho de 1946), é um ex-futebolista brasileiro que atuava como lateral-esquerdo.

## Carreira
Zeca chegou ao Palmeiras em 1969 envolvido na negociação que levou Tupãzinho para o Grêmio. Fez parte da segunda "Academia" da Sociedade Esportiva Palmeiras. Foi titular em praticamente todo o tempo em que esteve no Parque Antarctica, só deixou de jogar com frequência no fim de 1975, sofrendo com as lesões no menisco do joelho direito e as complicações decorrentes das cirurgias. Conquistou diversos títulos e atuou pela equipe alviverde em 395 partidas com 222 vitórias, 116 empates e 57 derrotas e 8 gols marcados.
No fim de 1977, Zeca deixou o Palmeiras e passou por Esportivo (RS) e Marília antes de pendurar as chuteiras.

## Títulos
Grêmio
- Campeonato Gaúcho: 1968

Palmeiras
- Campeonato Brasileiro: 1969, 1972 e 1973
- Campeonato Paulista: 1972 e 1974
- Troféu Ramón de Carranza: 1969, 1974 e 1975
- Torneio de Mar Del Plata: 1972
- Torneio Laudo Natel: 1972
- Taça dos Invictos: 1972